# Ceirano Giovanni Fabbrica Automobili

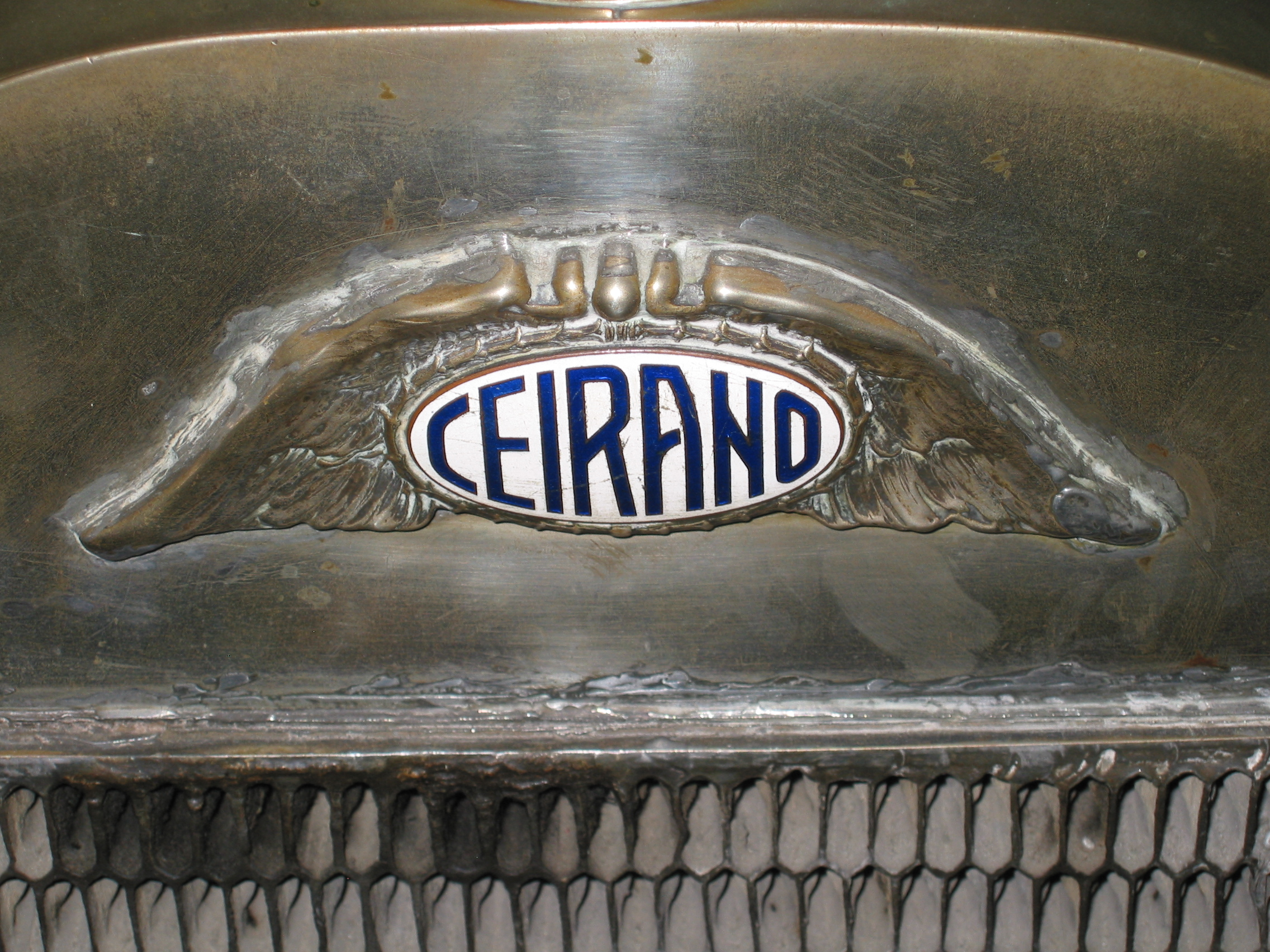
Emblem von Ceirano

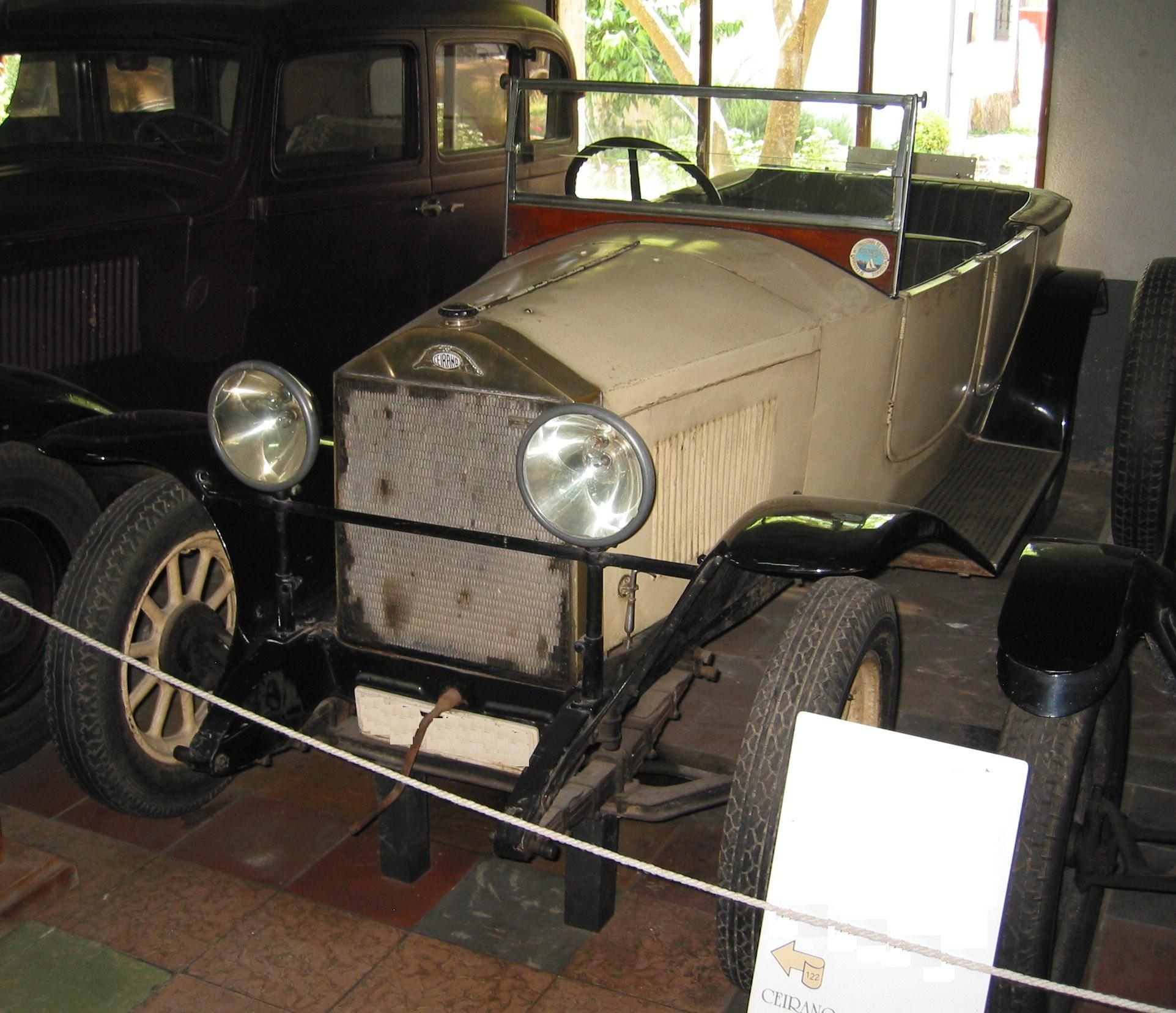
Ceirano von 1924

Ceirano war ein italienischer Hersteller von Automobilen.

## Unternehmensgeschichte
Das Unternehmen Ceirano Giovanni Fabbrica Automobili S.A. wurde 1919 in Turin von Giovanni Ceirano zur Produktion von Automobilen gegründet. 1925 kam es zur Zusammenarbeit mit S.C.A.T. Daraufhin wurden keine Fahrzeuge mehr unter der Marke Ceirano angeboten.

## Fahrzeuge
Das Modell CS erschien 1919 mit einem Vierzylindermotor mit 2297 cm³ Hubraum. Die davon abgeleiteten Sportversionen CS 2 und CS 4 besaßen größere Motoren mit 2483 cm³ und 2950 cm³ Hubraum. 1922 kam das Sechszylindermodell Tipo 30 Lusso mit 2995 cm³ Hubraum dazu. 1924 folgte der N 150 mit Vierzylindermotor, 1500 cm³ Hubraum und 30 PS Leistung. Er ähnelte dem Lancia Lambda.
Ein Fahrzeug dieser Marke ist im Automuseum Collecció d’Automòbils de Salvador Claret in Sils zu besichtigen.